# تيلابريفير
تيلابريفير (بالإنجليزية: Telaprevir)‏ هو دواء يُستعمل في علاج:
- التهاب الكبد C[9]